# EHF Liga Mistrzów 2018/2019 (grupa C)
EHF Liga Mistrzów 2018/2019 - rozgrywki i tabela grupy C
| Lp. | Drużyna                | M  | Mecze | Mecze | Mecze | Bramki | Bramki | Bramki | Pkt |
| Lp. | Drużyna                | M  | W     | R     | P     | +      | −      | +/−    | Pkt |
| --- | ---------------------- | -- | ----- | ----- | ----- | ------ | ------ | ------ | --- |
| 1.  | Bjerringbro-Silkeborg  | 10 | 8     | 0     | 2     | 323    | 273    | +50    | 16  |
| 2.  | Sporting CP            | 10 | 7     | 0     | 3     | 304    | 277    | +27    | 14  |
| 3.  | Tatran Preszów         | 10 | 7     | 0     | 3     | 278    | 268    | +10    | 14  |
| 4.  | Czechowskije Miedwiedi | 10 | 4     | 0     | 6     | 280    | 279    | +1     | 8   |
| 5.  | Beşiktaş JK            | 10 | 3     | 0     | 7     | 255    | 289    | −34    | 6   |
| 6.  | RK Metalurg Skopje     | 10 | 1     | 0     | 9     | 246    | 300    | −54    | 2   |

| Gospodarz \ Gość       | MET   | BSV   | SPO   | BES   | CHE   | PRE   |
| RK Metalurg Skopje     |       | 29:33 | 24:31 | 22:30 | 25:24 | 24:29 |
| Bjerringbro-Silkeborg  | 33:25 |       | 29:28 | 34:27 | 39:28 | 29:30 |
| Sporting CP            | 34:26 | 32:35 |       | 34:28 | 33:31 | 26:28 |
| Beşiktaş JK            | 23:22 | 24:37 | 27:33 |       | 27:30 | 22:28 |
| Czechowskije Miedwiedi | 33:25 | 24:30 | 22:23 | 22:24 |       | 38:26 |
| Tatran Preszów         | 30:24 | 26:24 | 27:30 | 27:23 | 27:28 |       |

Wyniki
| 15 września 201817:30 | Beşiktaş JK                    | 22:28(10:13) | Tatran Preszów                  | Şehit Polis Recep Topaloğlu Sports Hall, Izmit Widzów: 800 Sędzia: Radojko Brkic Andrei Jusufhodzic |
| 15 września 201817:30 | Tolga Özbahar 4 Ramazan Döne 4 | 22:28(10:13) | 4 Januš Lapajne 4 Bruno Butorac | Şehit Polis Recep Topaloğlu Sports Hall, Izmit Widzów: 800 Sędzia: Radojko Brkic Andrei Jusufhodzic |
| 15 września 201817:30 | 3× · 2× · 1×                   | 22:28(10:13) | 2× · 2× · 1×                    | Şehit Polis Recep Topaloğlu Sports Hall, Izmit Widzów: 800 Sędzia: Radojko Brkic Andrei Jusufhodzic |

| 15 września 201818:30 | Sporting CP           | 34:26(13:13) | RK Metalurg Skopje | Pavilhão João Rocha, Lizbona Widzów: 1043 Sędzia: Javier Álvarez Mata Yon Bustamante López |
| 15 września 201818:30 | Fábio Rocha Chiuffa 6 | 34:26(13:13) | 6 Mario Tankoski   | Pavilhão João Rocha, Lizbona Widzów: 1043 Sędzia: Javier Álvarez Mata Yon Bustamante López |
| 15 września 201818:30 | 2× · 2×               | 34:26(13:13) | 2× · 2×            | Pavilhão João Rocha, Lizbona Widzów: 1043 Sędzia: Javier Álvarez Mata Yon Bustamante López |

| 16 września 201815:10 | Bjerringbro-Silkeborg   | 39:28(21:16) | Czechowskije Miedwiedi | JYSK arena, Silkeborg Widzów: 1632 Sędzia: Karim Gasmi Raouf Gasmi |
| 16 września 201815:10 | Jóhan á Plógv Hansen 14 | 39:28(21:16) | 5 Aleksandr Kotow      | JYSK arena, Silkeborg Widzów: 1632 Sędzia: Karim Gasmi Raouf Gasmi |
| 16 września 201815:10 | 3× · 1×                 | 39:28(21:16) | 3× · 1×                | JYSK arena, Silkeborg Widzów: 1632 Sędzia: Karim Gasmi Raouf Gasmi |

| 22 września 201816:00 | Czechowskije Miedwiedi  | 22:23(14:10) | Sporting CP                             | Sportowy kompleks „Olimpijskij”, Moskwa Widzów: 1100 Sędzia: Péter Horváth Balázs Marton |
| 22 września 201816:00 | Sergei Mark Kosorotov 6 | 22:23(14:10) | 4 Edmilson Araújo 4 Fábio Rocha Chiuffa | Sportowy kompleks „Olimpijskij”, Moskwa Widzów: 1100 Sędzia: Péter Horváth Balázs Marton |
| 22 września 201816:00 | 6× · 2×                 | 22:23(14:10) | 6× · 1×                                 | Sportowy kompleks „Olimpijskij”, Moskwa Widzów: 1100 Sędzia: Péter Horváth Balázs Marton |

| 22 września 201818:00 | Tatran Preszów  | 26:24(12:12) | Bjerringbro-Silkeborg  | Tatran Handball Aréna, Preszów Widzów: 2950 Sędzia: Amar Konjičanin Dino Konjičanin |
| 22 września 201818:00 | Januš Lapajne 6 | 26:24(12:12) | 6 Nikolaj Øris Nielsen | Tatran Handball Aréna, Preszów Widzów: 2950 Sędzia: Amar Konjičanin Dino Konjičanin |
| 22 września 201818:00 | 2× · 1×         | 26:24(12:12) | 2× · 3×                | Tatran Handball Aréna, Preszów Widzów: 2950 Sędzia: Amar Konjičanin Dino Konjičanin |

| 23 września 201817:00 | RK Metalurg Skopje | 22:30(13:14) | Beşiktaş JK    | Centrum sportowe „Boris Trajkowski”, Skopje Widzów: 1000 Sędzia: Marek Baranowski Bogdan Lemanowicz |
| 23 września 201817:00 | Halil Jaganjac 7   | 22:30(13:14) | 7 Marko Lasica | Centrum sportowe „Boris Trajkowski”, Skopje Widzów: 1000 Sędzia: Marek Baranowski Bogdan Lemanowicz |
| 23 września 201817:00 | 1× · 3×            | 22:30(13:14) | 2× · 3×        | Centrum sportowe „Boris Trajkowski”, Skopje Widzów: 1000 Sędzia: Marek Baranowski Bogdan Lemanowicz |

| 29 września 201816:00 | Czechowskije Miedwiedi | 22:24(13:12) | Beşiktaş JK    | Sportowy kompleks „Olimpijskij”, Moskwa Widzów: 1100 Sędzia: Konstantinos Katsikis Michalis Michailidis |
| 29 września 201816:00 | Aleksandr Kotow 6      | 22:24(13:12) | 9 Ramazan Döne | Sportowy kompleks „Olimpijskij”, Moskwa Widzów: 1100 Sędzia: Konstantinos Katsikis Michalis Michailidis |
| 29 września 201816:00 | 4× · 2×                | 22:24(13:12) | 3× · 2×        | Sportowy kompleks „Olimpijskij”, Moskwa Widzów: 1100 Sędzia: Konstantinos Katsikis Michalis Michailidis |

| 29 września 201818:30 | Sporting CP                                            | 32:35(14:19) | Bjerringbro-Silkeborg          | Pavilhão João Rocha, Lizbona Widzów: 2493 Sędzia: Doru Manea Radu Iliescu |
| 29 września 201818:30 | Frankis Carol Marzo 5 Tiago Rocha 5 Valentin Ghionea 5 | 32:35(14:19) | 9 Nikolaj Rømer Berg Markussen | Pavilhão João Rocha, Lizbona Widzów: 2493 Sędzia: Doru Manea Radu Iliescu |
| 29 września 201818:30 | 3× · 2×                                                | 32:35(14:19) | 5× · 3×                        | Pavilhão João Rocha, Lizbona Widzów: 2493 Sędzia: Doru Manea Radu Iliescu |

| 30 września 201817:00 | RK Metalurg Skopje                                   | 24:29(12:13) | Tatran Preszów | Centrum sportowe „Boris Trajkowski”, Skopje Widzów: 2000 Sędzia: Jan-Erik Leandersson Mikael Lindroos |
| 30 września 201817:00 | Halil Jaganjac 5 Mario Tankoski 5 Martin Serafimov 5 | 24:29(12:13) | 6 Ante Babić   | Centrum sportowe „Boris Trajkowski”, Skopje Widzów: 2000 Sędzia: Jan-Erik Leandersson Mikael Lindroos |
| 30 września 201817:00 | 4× · 3×                                              | 24:29(12:13) | 7× · 3×        | Centrum sportowe „Boris Trajkowski”, Skopje Widzów: 2000 Sędzia: Jan-Erik Leandersson Mikael Lindroos |

| 6 października 201816:00 | Beşiktaş JK      | 27:33(15:18) | Sporting CP        | Şehit Polis Recep Topaloğlu Sports Hall, Izmit Widzów: 700 Sędzia: Dzmitry Nabokau Siarhei Kulik |
| 6 października 201816:00 | Nemanja Pribak 6 | 27:33(15:18) | 8 Valentin Ghionea | Şehit Polis Recep Topaloğlu Sports Hall, Izmit Widzów: 700 Sędzia: Dzmitry Nabokau Siarhei Kulik |
| 6 października 201816:00 | 2× · 3× · 1×     | 27:33(15:18) | 1× · 1× · 1×       | Şehit Polis Recep Topaloğlu Sports Hall, Izmit Widzów: 700 Sędzia: Dzmitry Nabokau Siarhei Kulik |

| 6 października 201818:00 | Tatran Preszów | 27:28(13:13) | Czechowskije Miedwiedi               | Tatran Handball Aréna, Preszów Widzów: 2500 Sędzia: Robert Harabagiu Silviu Stănescu |
| 6 października 201818:00 | Jakub Hrstka 5 | 27:28(13:13) | 5 Dmitrii Santalov 5 Aleksandr Kotow | Tatran Handball Aréna, Preszów Widzów: 2500 Sędzia: Robert Harabagiu Silviu Stănescu |
| 6 października 201818:00 | 5× · 3×        | 27:28(13:13) | 5× · 3×                              | Tatran Handball Aréna, Preszów Widzów: 2500 Sędzia: Robert Harabagiu Silviu Stănescu |

| 7 października 201815:10 | Bjerringbro-Silkeborg  | 33:25(16:14) | RK Metalurg Skopje | JYSK arena, Silkeborg Widzów: 1991 Sędzia: Péter Herczeg Péter Südi |
| 7 października 201815:10 | Jóhan á Plógv Hansen 7 | 33:25(16:14) | 10 Halil Jaganjac  | JYSK arena, Silkeborg Widzów: 1991 Sędzia: Péter Herczeg Péter Südi |
| 7 października 201815:10 | 5× · 3×                | 33:25(16:14) | 4× · 2× · 2×       | JYSK arena, Silkeborg Widzów: 1991 Sędzia: Péter Herczeg Péter Südi |

| 13 października 201816:00 | Beşiktaş JK                      | 24:37(12:22) | Bjerringbro-Silkeborg | Şehit Polis Recep Topaloğlu Sports Hall, Izmit Widzów: 500 Sędzia: Arthur Brunner Morad Salah |
| 13 października 201816:00 | Nemanja Pribak 5 Tolga Özbahar 5 | 24:37(12:22) | 9 Jacob Arenth Lassen | Şehit Polis Recep Topaloğlu Sports Hall, Izmit Widzów: 500 Sędzia: Arthur Brunner Morad Salah |
| 13 października 201816:00 | 6× · 3×                          | 24:37(12:22) | 4× · 1×               | Şehit Polis Recep Topaloğlu Sports Hall, Izmit Widzów: 500 Sędzia: Arthur Brunner Morad Salah |

| 13 października 201816:00 | Czechowskije Miedwiedi | 33:25(18:13) | RK Metalurg Skopje | Sportowy kompleks „Olimpijskij”, Moskwa Widzów: 1100 Sędzia: Francesco Simone Pietro Monitillo |
| 13 października 201816:00 | Dmitrii Santalov 6     | 33:25(18:13) | 7 Halil Jaganjac   | Sportowy kompleks „Olimpijskij”, Moskwa Widzów: 1100 Sędzia: Francesco Simone Pietro Monitillo |
| 13 października 201816:00 | 6× · 2× · 1×           | 33:25(18:13) | 1× · 2×            | Sportowy kompleks „Olimpijskij”, Moskwa Widzów: 1100 Sędzia: Francesco Simone Pietro Monitillo |

| 13 października 201818:00 | Tatran Preszów  | 27:30(13:15) | Sporting CP            | Tatran Handball Aréna, Preszów Widzów: 2100 Sędzia: Marek Baranowski Bogdan Lemanowicz |
| 13 października 201818:00 | Bruno Butorac 7 | 27:30(13:15) | 10 Frankis Carol Marzo | Tatran Handball Aréna, Preszów Widzów: 2100 Sędzia: Marek Baranowski Bogdan Lemanowicz |
| 13 października 201818:00 | 2× · 3×         | 27:30(13:15) | 3× · 3× · 1×           | Tatran Handball Aréna, Preszów Widzów: 2100 Sędzia: Marek Baranowski Bogdan Lemanowicz |

| 3 listopada 201818:30 | Sporting CP             | 26:28(11:14) | Tatran Preszów             | Pavilhão João Rocha, Lizbona Widzów: 1292 Sędzia: Marko Boričić Dejan Marković |
| 3 listopada 201818:30 | Carlos Ruesga Pasarin 8 | 26:28(11:14) | 5 Oliver Rábek 5 Tomáš Číp | Pavilhão João Rocha, Lizbona Widzów: 1292 Sędzia: Marko Boričić Dejan Marković |
| 3 listopada 201818:30 | 2× · 1×                 | 26:28(11:14) | 5× · 2×                    | Pavilhão João Rocha, Lizbona Widzów: 1292 Sędzia: Marko Boričić Dejan Marković |

| 4 listopada 201815:10 | Bjerringbro-Silkeborg                                 | 34:27(16:12) | Beşiktaş JK    | JYSK arena, Silkeborg Widzów: 1934 Sędzia: Jan-Erik Leandersson Mikael Lindroos |
| 4 listopada 201815:10 | Jóhan á Plógv Hansen 6 Nikolaj Rømer Berg Markussen 6 | 34:27(16:12) | 8 Ramazan Döne | JYSK arena, Silkeborg Widzów: 1934 Sędzia: Jan-Erik Leandersson Mikael Lindroos |
| 4 listopada 201815:10 | 7× · 3×                                               | 34:27(16:12) | 6× · 2×        | JYSK arena, Silkeborg Widzów: 1934 Sędzia: Jan-Erik Leandersson Mikael Lindroos |

| 4 listopada 201817:00 | RK Metalurg Skopje    | 25:24(16:10) | Czechowskije Miedwiedi | Centrum sportowe „Boris Trajkowski”, Skopje Widzów: 2000 Sędzia: Andrei Gousko Siarhei Repkin |
| 4 listopada 201817:00 | Dimitar Dimitrioski 5 | 25:24(16:10) | 7 Timofei Maslennikov  | Centrum sportowe „Boris Trajkowski”, Skopje Widzów: 2000 Sędzia: Andrei Gousko Siarhei Repkin |
| 4 listopada 201817:00 | 3× · 3×               | 25:24(16:10) | 2× · 3×                | Centrum sportowe „Boris Trajkowski”, Skopje Widzów: 2000 Sędzia: Andrei Gousko Siarhei Repkin |

| 8 listopada 201819:00 | RK Metalurg Skopje    | 24:31(18:17) | Sporting CP                                   | Centrum sportowe „Boris Trajkowski”, Skopje Widzów: 400 Sędzia: Said Bounouara Khalid Sami |
| 8 listopada 201819:00 | Dimitar Dimitrioski 5 | 24:31(18:17) | 5 Pedro Veitia Valdez 5 Carlos Ruesga Pasarin | Centrum sportowe „Boris Trajkowski”, Skopje Widzów: 400 Sędzia: Said Bounouara Khalid Sami |
| 8 listopada 201819:00 | 2× · 2×               | 24:31(18:17) | 5× · 1×                                       | Centrum sportowe „Boris Trajkowski”, Skopje Widzów: 400 Sędzia: Said Bounouara Khalid Sami |

| 10 listopada 201816:00 | Czechowskije Miedwiedi | 24:30(10:16) | Bjerringbro-Silkeborg  | Sportowy kompleks „Olimpijskij”, Moskwa Widzów: 1250 Sędzia: Georgios Panayides Marios Andreou |
| 10 listopada 201816:00 | Dmitrii Santalov 6     | 24:30(10:16) | 8 Nicolaj Øris Nielsen | Sportowy kompleks „Olimpijskij”, Moskwa Widzów: 1250 Sędzia: Georgios Panayides Marios Andreou |
| 10 listopada 201816:00 | 1× · 3×                | 24:30(10:16) | 2× · 2×                | Sportowy kompleks „Olimpijskij”, Moskwa Widzów: 1250 Sędzia: Georgios Panayides Marios Andreou |

| 10 listopada 201818:00 | Tatran Preszów                                     | 27:23(18:11) | Beşiktaş JK     | Tatran Handball Aréna, Preszów Widzów: 1920 Sędzia: Tomislav Cindrić Robert Gonzurek |
| 10 listopada 201818:00 | Oliver Rábek 5 Martin Straňovský 5 Bruno Butorac 5 | 27:23(18:11) | 8 Tolga Özbahar | Tatran Handball Aréna, Preszów Widzów: 1920 Sędzia: Tomislav Cindrić Robert Gonzurek |
| 10 listopada 201818:00 | 1× · 2×                                            | 27:23(18:11) | 1× · 3×         | Tatran Handball Aréna, Preszów Widzów: 1920 Sędzia: Tomislav Cindrić Robert Gonzurek |

| 17 listopada 201816:00 | Beşiktaş JK    | 23:22(12:12) | RK Metalurg Skopje | Şehit Polis Recep Topaloğlu Sports Hall, Izmit Widzów: 500 Sędzia: Doru Manea Radu Iliescu |
| 17 listopada 201816:00 | Ramazan Döne 9 | 23:22(12:12) | 6 Mario Tankoski   | Şehit Polis Recep Topaloğlu Sports Hall, Izmit Widzów: 500 Sędzia: Doru Manea Radu Iliescu |
| 17 listopada 201816:00 | 1× · 3×        | 23:22(12:12) | 1× · 2×            | Şehit Polis Recep Topaloğlu Sports Hall, Izmit Widzów: 500 Sędzia: Doru Manea Radu Iliescu |

| 17 grudnia 201818:30 | Sporting CP             | 33:31(14:12) | Czechowskije Miedwiedi | Pavilhão João Rocha, Lizbona Widzów: 1153 Sędzia: Igor Covalciuc Alexei Covalciuc |
| 17 grudnia 201818:30 | Carlos Ruesga Pasarin 8 | 33:31(14:12) | 6 Pavel Andreev        | Pavilhão João Rocha, Lizbona Widzów: 1153 Sędzia: Igor Covalciuc Alexei Covalciuc |
| 17 grudnia 201818:30 | 3× · 1×                 | 33:31(14:12) | 3× · 2×                | Pavilhão João Rocha, Lizbona Widzów: 1153 Sędzia: Igor Covalciuc Alexei Covalciuc |

| 18 listopada 201813:30 | Bjerringbro-Silkeborg                                                                             | 29:30(17:14) | Tatran Preszów  | JYSK arena, Silkeborg Widzów: 1931 Sędzia: Robert Schulze Tobias Tönnies |
| 18 listopada 201813:30 | Nikolaj Øris Nielsen 7 Jóhan á Plógv Hansen 7 Nikolaj Rømer Berg Markussen 7 Michael V. Knudsen 7 | 29:30(17:14) | 9 Bruno Butorac | JYSK arena, Silkeborg Widzów: 1931 Sędzia: Robert Schulze Tobias Tönnies |
| 18 listopada 201813:30 | 3× · 3× · 1×                                                                                      | 29:30(17:14) | 3× · 2×         | JYSK arena, Silkeborg Widzów: 1931 Sędzia: Robert Schulze Tobias Tönnies |

| 24 listopada 201816:00 | Czechowskije Miedwiedi            | 38:26(19:13) | Tatran Preszów  | Sportowy kompleks „Olimpijskij”, Moskwa Widzów: 1100 Sędzia: Karim Gasmi Raouf Gasmi |
| 24 listopada 201816:00 | Dmitriy Kornev 6 Maxim Kuretkov 6 | 38:26(19:13) | 7 Bruno Butorac | Sportowy kompleks „Olimpijskij”, Moskwa Widzów: 1100 Sędzia: Karim Gasmi Raouf Gasmi |
| 24 listopada 201816:00 | 3× · 2×                           | 38:26(19:13) | 5× · 1×         | Sportowy kompleks „Olimpijskij”, Moskwa Widzów: 1100 Sędzia: Karim Gasmi Raouf Gasmi |

| 24 listopada 201817:30 | RK Metalurg Skopje  | 29:33(12:15) | Bjerringbro-Silkeborg | Centrum sportowe „Boris Trajkowski”, Skopje Widzów: 900 Sędzia: Denis Bolic Christoph Hurich |
| 24 listopada 201817:30 | Aleksander Spende 8 | 29:33(12:15) | 8 Jacob Arenth Lassen | Centrum sportowe „Boris Trajkowski”, Skopje Widzów: 900 Sędzia: Denis Bolic Christoph Hurich |
| 24 listopada 201817:30 | 4× · 2×             | 29:33(12:15) | 3× · 1×               | Centrum sportowe „Boris Trajkowski”, Skopje Widzów: 900 Sędzia: Denis Bolic Christoph Hurich |

| 24 listopada 201918:30 | Sporting CP             | 34:28(20:16) | Beşiktaş JK      | Pavilhão João Rocha, Lizbona Widzów: 1520 Sędzia: Péter Herczeg Péter Südi |
| 24 listopada 201918:30 | Carlos Ruesga Pasarin 7 | 34:28(20:16) | 8 Nemanja Pribak | Pavilhão João Rocha, Lizbona Widzów: 1520 Sędzia: Péter Herczeg Péter Südi |
| 24 listopada 201918:30 | 5× · 2×                 | 34:28(20:16) | 6× · 3× · 1×     | Pavilhão João Rocha, Lizbona Widzów: 1520 Sędzia: Péter Herczeg Péter Südi |

| 1 grudnia 201816:00 | Beşiktaş JK    | 27:30(17:17) | Czechowskije Miedwiedi  | Şehit Polis Recep Topaloğlu Sports Hall, Izmit Widzów: 1000 Sędzia: Robert Schulze Tobias Tönnies |
| 1 grudnia 201816:00 | Marko Lasica 6 | 27:30(17:17) | 9 Sergei Mark Kosorotov | Şehit Polis Recep Topaloğlu Sports Hall, Izmit Widzów: 1000 Sędzia: Robert Schulze Tobias Tönnies |
| 1 grudnia 201816:00 | 5× · 3×        | 27:30(17:17) | 4× · 3×                 | Şehit Polis Recep Topaloğlu Sports Hall, Izmit Widzów: 1000 Sędzia: Robert Schulze Tobias Tönnies |

| 1 grudnia 201819:30 | Tatran Preszów | 30:24(15:13) | RK Metalurg Skopje | Tatran Handball Aréna, Preszów Widzów: 1500 Sędzia: Konstantinos Katsikis Michalis Michailidis |
| 1 grudnia 201819:30 | Jakub Hrstka 8 | 30:24(15:13) | 7 Miha Pučnik      | Tatran Handball Aréna, Preszów Widzów: 1500 Sędzia: Konstantinos Katsikis Michalis Michailidis |
| 1 grudnia 201819:30 | 2× · 2×        | 30:24(15:13) | 5× · 3×            | Tatran Handball Aréna, Preszów Widzów: 1500 Sędzia: Konstantinos Katsikis Michalis Michailidis |

| 2 grudnia 201816:50 | Bjerringbro-Silkeborg  | 29:28(16:16) | Sporting CP                                                                | JYSK arena, Silkeborg Widzów: 2012 Sędzia: Bojan Lah David Sok |
| 2 grudnia 201816:50 | Nikolaj Øris Nielsen 7 | 29:28(16:16) | 5 Carlos Ruesga Pasarin 5 Fábio Rocha Chiuffa 5 Ivan Nikčević 5 Luís Frade | JYSK arena, Silkeborg Widzów: 2012 Sędzia: Bojan Lah David Sok |
| 2 grudnia 201816:50 | 3× · 2×                | 29:28(16:16) | 7× · 1×                                                                    | JYSK arena, Silkeborg Widzów: 2012 Sędzia: Bojan Lah David Sok |